# スケートアメリカ
スケートアメリカ（英語: Skate America）は、アメリカ合衆国で行われるフィギュアスケートの国際大会。主催はアメリカフィギュアスケート連盟。

## 概要
第1回大会は1979年にレークプラシッドで開催された。前身は1971年まで開催されていた北米フィギュアスケート選手権とされる。
1995年、国際スケート連盟が主催するISUチャンピオンシリーズに組みこまれ、以来その後身であるISUグランプリシリーズを構成するフィギュアスケート競技会のひとつとなっている。 
ISUグランプリシリーズの第1戦として10月中旬に開催されることが多い。開催地は固定されておらず、前シーズンまでには決定されている。
2001年、ハインツグループの英語: Heinz Frozen Foods Company がアメリカフィギュアスケート協会のオフィシャルスポンサーとなったことに伴い、スケートアメリカの大会名称が商品ブランド名を冠した スマートワンズ・スケートアメリカ(英語: Smart Ones Skate America) に変更されたが、2007年からは従来の大会名称に戻っている。なお2020年は新型コロナ対策のため無観客で開催された。

## 歴代メダリスト

### 男子シングル
| 年   | 開催地                 | 金                       | 銀                           | 銅                         |
| ---- | ---------------------- | ------------------------ | ---------------------------- | -------------------------- |
| 1979 | レークプラシッド       | スコット・ハミルトン     | スコット・クレイマー         | ヤン・ホフマン             |
| 1980 | 非開催                 | 非開催                   | 非開催                       | 非開催                     |
| 1981 | レークプラシッド       | スコット・ハミルトン     | ロバート・ワーゲンホッファー | ブライアン・ボイタノ       |
| 1982 | レークプラシッド       | スコット・ハミルトン     | ハイコ・フィッシャー         | ヨゼフ・サボフチク         |
| 1983 | ロチェスター           | ブライアン・ボイタノ     | ルディ・ツェルネ             | ボビー・ビーチャム         |
| 1984 | 非開催                 | 非開催                   | 非開催                       | 非開催                     |
| 1985 | セントポール           | ヨゼフ・サボフチク       | ブライアン・ボイタノ         | ヴィクトール・ペトレンコ   |
| 1986 | インディアナポリス     | ブライアン・ボイタノ     | ヴィクトール・ペトレンコ     | ダニエル・ドーラン         |
| 1987 | 非開催                 | 非開催                   | 非開催                       | 非開催                     |
| 1988 | インディアナポリス     | クリストファー・ボウマン | ダニエル・ドーラン           | トッド・エルドリッジ       |
| 1989 | インディアナポリス     | クリストファー・ボウマン | ヴィクトール・ペトレンコ     | カート・ブラウニング       |
| 1990 | バッファロー           | ヴィクトール・ペトレンコ | クリストファー・ボウマン     | トッド・エルドリッジ       |
| 1991 | オークランド           | クリストファー・ボウマン | ペトル・バルナ               | トッド・エルドリッジ       |
| 1992 | アトランタ             | トッド・エルドリッジ     | スコット・デイヴィス         | マーク・ミッチェル         |
| 1993 | ダラス                 | ヴィクトール・ペトレンコ | ブライアン・ボイタノ         | アレクセイ・ウルマノフ     |
| 1994 | ピッツバーグ           | トッド・エルドリッジ     | フィリップ・キャンデロロ     | エリック・ミロー           |
| 1995 | デトロイト             | トッド・エルドリッジ     | マイケル・ワイス             | アレクサンドル・アブト     |
| 1996 | スプリングフィールド   | トッド・エルドリッジ     | アレクセイ・ウルマノフ       | アレクセイ・ヤグディン     |
| 1997 | デトロイト             | トッド・エルドリッジ     | エフゲニー・プルシェンコ     | アレクサンドル・アブト     |
| 1998 | デトロイト             | アレクセイ・ヤグディン   | マイケル・ワイス             | アレクセイ・ウルマノフ     |
| 1999 | コロラドスプリングス   | アレクセイ・ヤグディン   | ティモシー・ゲーブル         | エルビス・ストイコ         |
| 2000 | コロラドスプリングス   | ティモシー・ゲーブル     | アレクセイ・ヤグディン       | トッド・エルドリッジ       |
| 2001 | コロラドスプリングス   | ティモシー・ゲーブル     | 本田武史                     | アレクサンドル・アブト     |
| 2002 | スポケーン             | ブライアン・ジュベール   | アレクサンドル・アブト       | マシュー・サボイ           |
| 2003 | レディング             | マイケル・ワイス         | 本田武史                     | 張民                       |
| 2004 | ピッツバーグ           | ブライアン・ジュベール   | ライアン・ヤンキー           | マイケル・ワイス           |
| 2005 | アトランティックシティ | 髙橋大輔                 | エヴァン・ライサチェク       | ブライアン・ジュベール     |
| 2006 | ハートフォード         | 織田信成                 | エヴァン・ライサチェク       | アルバン・プレオベール     |
| 2007 | レディング             | 髙橋大輔                 | エヴァン・ライサチェク       | パトリック・チャン         |
| 2008 | エバレット             | 小塚崇彦                 | ジョニー・ウィアー           | エヴァン・ライサチェク     |
| 2009 | レークプラシッド       | エヴァン・ライサチェク   | ショーン・ソーヤー           | ライアン・ブラッドレイ     |
| 2010 | ポートランド           | 髙橋大輔                 | 織田信成                     | アーミン・マーバヌーザデー |
| 2011 | オンタリオ             | ミハル・ブジェジナ       | ケビン・ヴァン・デル・ペレン | 小塚崇彦                   |
| 2012 | ケント                 | 小塚崇彦                 | 羽生結弦                     | 町田樹                     |
| 2013 | デトロイト             | 町田樹                   | アダム・リッポン             | マックス・アーロン         |
| 2014 | シカゴ                 | 町田樹                   | ジェイソン・ブラウン         | ナム・グエン               |
| 2015 | ミルウォーキー         | マックス・アーロン       | 宇野昌磨                     | ジェイソン・ブラウン       |
| 2016 | シカゴ                 | 宇野昌磨                 | ジェイソン・ブラウン         | アダム・リッポン           |
| 2017 | レークプラシッド       | ネイサン・チェン         | アダム・リッポン             | セルゲイ・ボロノフ         |
| 2018 | エバレット             | ネイサン・チェン         | ミハル・ブジェジナ           | セルゲイ・ボロノフ         |
| 2019 | ラスベガス             | ネイサン・チェン         | ジェイソン・ブラウン         | ドミトリー・アリエフ       |
| 2020 | ラスベガス             | ネイサン・チェン \|      | ヴィンセント・ジョウ         | キーガン・メッシング       |
| 2021 | ラスベガス             | ヴィンセント・ジョウ     | 宇野昌磨                     | ネイサン・チェン           |
| 2022 | ノーウッド             | イリア・マリニン         | 三浦佳生                     | チャ・ジュンファン         |
| 2023 | アレン                 | イリア・マリニン         | ケヴィン・エイモズ           | 佐藤駿                     |
| 2024 | アレン                 | イリア・マリニン         | ケヴィン・エイモズ           | 三浦佳生                   |

### 女子シングル
| 年   | 開催地                 | 金                         | 銀                             | 銅                                       |
| ---- | ---------------------- | -------------------------- | ------------------------------ | ---------------------------------------- |
| 1979 | レークプラシッド       | リサ＝マリー・アレン       | スザンナ・ドリアーノ           | サンディー・レンツ                       |
| 1980 | 非開催                 | 非開催                     | 非開催                         | 非開催                                   |
| 1981 | レークプラシッド       | ビッキー・デ・ブリーズ     | エレイン・ザヤック             | クラウディア・クリストフィクス＝ビンダー |
| 1982 | レークプラシッド       | ロザリン・サムナーズ       | クラウディア・ライストナー     | クリスティーナ・ウェゲリウス             |
| 1983 | ロチェスター           | ティファニー・チン         | ジル・フロスト                 | ケリー・ウェブスター                     |
| 1984 | 非開催                 | 非開催                     | 非開催                         | 非開催                                   |
| 1985 | セントポール           | デヴィ・トーマス           | トレイシー・ワイマン           | ケイト・パウウェルス                     |
| 1986 | インディアナポリス     | ティファニー・チン         | トーニャ・ハーディング         | アグネス・ゴスラン                       |
| 1987 | 非開催                 | 非開催                     | 非開催                         | 非開催                                   |
| 1988 | インディアナポリス     | クラウディア・ライストナー | 伊藤みどり                     | クリスティー・ヤマグチ                   |
| 1989 | インディアナポリス     | トーニャ・ハーディング     | ジル・トレナリー               | シモーネ・ラング                         |
| 1990 | バッファロー           | クリスティー・ヤマグチ     | 伊藤みどり                     | トニア・クワイトコウスキー               |
| 1991 | オークランド           | トーニャ・ハーディング     | クリスティー・ヤマグチ         | スルヤ・ボナリー                         |
| 1992 | アトランタ             | 佐藤有香                   | ナンシー・ケリガン             | 陳露                                     |
| 1993 | ダラス                 | オクサナ・バイウル         | スルヤ・ボナリー               | トーニャ・ハーディング                   |
| 1994 | ピッツバーグ           | スルヤ・ボナリー           | ミシェル・クワン               | イリーナ・スルツカヤ                     |
| 1995 | デトロイト             | ミシェル・クワン           | 陳露                           | イリーナ・スルツカヤ                     |
| 1996 | スプリングフィールド   | ミシェル・クワン           | トニア・クワイトコウスキー     | シドニー・ボーゲル                       |
| 1997 | デトロイト             | ミシェル・クワン           | タラ・リピンスキー             | エレーナ・ソコロワ                       |
| 1998 | デトロイト             | マリア・ブッテルスカヤ     | エレーナ・ソコロワ             | アンジェラ・ニコディノフ                 |
| 1999 | コロラドスプリングス   | ミシェル・クワン           | ユリア・ソルダトワ             | エレーナ・ソコロワ                       |
| 2000 | コロラドスプリングス   | ミシェル・クワン           | サラ・ヒューズ                 | エレーナ・ソコロワ                       |
| 2001 | コロラドスプリングス   | ミシェル・クワン           | サラ・ヒューズ                 | ビクトリア・ボルチコワ                   |
| 2002 | スポケーン             | ミシェル・クワン           | アン・パトリス・マクドノー     | エレーナ・リアシェンコ                   |
| 2003 | レディング             | サーシャ・コーエン         | ジェニファー・カーク           | 荒川静香                                 |
| 2004 | ピッツバーグ           | アンジェラ・ニコディノフ   | シンシア・ファヌフ             | 安藤美姫                                 |
| 2005 | アトランティックシティ | エレーナ・ソコロワ         | アリッサ・シズニー             | 恩田美栄                                 |
| 2006 | ハートフォード         | 安藤美姫                   | キミー・マイズナー             | 浅田真央                                 |
| 2007 | レディング             | キミー・マイズナー         | 安藤美姫                       | キャロライン・ジャン                     |
| 2008 | エバレット             | 金妍兒                     | 中野友加里                     | 安藤美姫                                 |
| 2009 | レークプラシッド       | 金妍兒                     | レイチェル・フラット           | シェベシュチェーン・ユーリア             |
| 2010 | ポートランド           | 村上佳菜子                 | レイチェル・フラット           | カロリーナ・コストナー                   |
| 2011 | オンタリオ             | アリッサ・シズニー         | カロリーナ・コストナー         | ヴィクトリア・ヘルゲソン                 |
| 2012 | ケント                 | アシュリー・ワグナー       | クリスティーナ・ガオ           | アデリナ・ソトニコワ                     |
| 2013 | デトロイト             | 浅田真央                   | アシュリー・ワグナー           | エレーナ・ラジオノワ                     |
| 2014 | シカゴ                 | エレーナ・ラジオノワ       | エリザベータ・トゥクタミシェワ | グレイシー・ゴールド                     |
| 2015 | ミルウォーキー         | エフゲニア・メドベージェワ | グレイシー・ゴールド           | 宮原知子                                 |
| 2016 | シカゴ                 | アシュリー・ワグナー       | マライア・ベル                 | 三原舞依                                 |
| 2017 | レークプラシッド       | 宮原知子                   | 坂本花織                       | ブレイディ・テネル                       |
| 2018 | エバレット             | 宮原知子                   | 坂本花織                       | ソフィア・サモドゥロワ                   |
| 2019 | ラスベガス             | アンナ・シェルバコワ       | ブレイディ・テネル             | エリザベータ・トゥクタミシェワ           |
| 2020 | ラスベガス             | マライア・ベル             | ブレイディ・テネル             | Audrey Shin                              |
| 2021 | ラスベガス             | アレクサンドラ・トゥルソワ | ダリア・ウサチョワ             | ユ・ヨン                                 |
| 2022 | ノーウッド             | 坂本花織                   | イザボー・レヴィト             | アンバー・グレン                         |
| 2023 | アレン                 | ルナ・ヘンドリックス       | イザボー・レヴィト             | ニーナ・ペトロキナ                       |
| 2024 | アレン                 | 樋口新葉                   | 渡辺倫果                       | イザボー・レヴィト                       |

### ペア
| 年   | 開催地                 | 金                                                        | 銀                                                      | 銅                                                        |
| ---- | ---------------------- | --------------------------------------------------------- | ------------------------------------------------------- | --------------------------------------------------------- |
| 1979 | レークプラシッド       | サビーネ・ベース and タシーロ・ティールバッハ             | キティ・カルザース and ピーター・カルザース             | ヴィッキー・ヒーズリー and ロバート・ワーゲンホッファー   |
| 1980 | 非開催                 | 非開催                                                    | 非開催                                                  | 非開催                                                    |
| 1981 | レークプラシッド       | バーバラ・アンダーヒル and ポール・マルティーニ           | キティ・カルザース and ピーター・カルザース             | エレーナ・ワロワ and オレグ・ワシリエフ                   |
| 1982 | レークプラシッド       | エレーナ・ワロワ and オレグ・ワシリエフ                   | リー・アン・ミラー and Bill Fauver                      | Nelly Chervotkina and Viktor Teslya                       |
| 1983 | ロチェスター           | キティ・カルザース and ピーター・カルザース               | ジル・ワトソン and バート・ランコン                     | Melinda Kunhegyi and リンドン・ジョンストン               |
| 1984 | 非開催                 | 非開催                                                    | 非開催                                                  | 非開催                                                    |
| 1985 | セントポール           | ジル・ワトソン and ピーター・オペガード                   | エレーナ・ベチケ and ヴァレリー・コルニエンコ           | ジリアン・ワックスマン and トッド・ワゴナー               |
| 1986 | インディアナポリス     | ケイティ・キーリー and ジョゼフ・メロ                     | デニス・ベニング and リンドン・ジョンストン             | Lyudmila Koblova and Andrei Kalitin                       |
| 1987 | 非開催                 | 非開催                                                    | 非開催                                                  | 非開催                                                    |
| 1988 | インディアナポリス     | ナタリヤ・ミシュクテノク and アルトゥール・ドミトリエフ   | マリナ・エルツォワ and セルゲイ・ザイツェフ             | ナタリー・シーボルト and ウェイン・シーボルト             |
| 1989 | インディアナポリス     | ナタリヤ・ミシュクテノク and アルトゥール・ドミトリエフ   | クリスティー・ヤマグチ and ルディ・ガリンド             | ペギー・シュヴァルツ and アレクサンダー・ケーニッヒ       |
| 1990 | バッファロー           | マリナ・エルツォワ and アンドレイ・ブシュコフ             | ラトカ・コヴァジーコヴァー and レネ・ノヴォトニー       | マンディ・ベッツェル and アクセル・ラウシェンバッハ       |
| 1991 | オークランド           | カーラ・アーバンスキー and ロッキー・マーバル             | Elena Nikanova and Nikolai Apter                        | ペギー・シュヴァルツ and アレクサンダー・ケーニッヒ       |
| 1992 | アトランタ             | マリナ・エルツォワ and アンドレイ・ブシュコフ             | ラトカ・コヴァジーコヴァー and レネ・ノヴォトニー       | エフゲーニヤ・シシコワ and ヴァディム・ナウモフ           |
| 1993 | ダラス                 | エフゲーニヤ・シシコワ and ヴァディム・ナウモフ           | 伊奈恭子 and ジェイソン・ダンジェン                     | カレン・コートランド and トッド・レイノルズ               |
| 1994 | ピッツバーグ           | マリナ・エルツォワ and アンドレイ・ブシュコフ             | エフゲーニヤ・シシコワ and ヴァディム・ナウモフ         | ラトカ・コヴァジーコヴァー and レネ・ノヴォトニー         |
| 1995 | デトロイト             | マリナ・エルツォワ and アンドレイ・ブシュコフ             | ジェニー・メノー and トッド・サンド                     | エレーナ・ベレズナヤ and オレグ・シリアホフ               |
| 1996 | スプリングフィールド   | オクサナ・カザコワ and アルトゥール・ドミトリエフ         | Shelby Lyons and Brian Wells                            | ステファニー・スティーグラー and ジョン・ジマーマン       |
| 1997 | デトロイト             | マリナ・エルツォワ and アンドレイ・ブシュコフ             | 伊奈恭子 and ジェイソン・ダンジェン                     | エフゲーニヤ・シシコワ and ヴァディム・ナウモフ           |
| 1998 | デトロイト             | エレーナ・ベレズナヤ and アントン・シハルリドゼ           | クリスティ・サージアント and クリス・ウィルツ           | ヴィクトリア・マキシウタ and ウラジスラフ・ゾフニルスキー |
| 1999 | コロラドスプリングス   | ジェイミー・サレー and デヴィッド・ペルティエ             | サラ・アビトボル and ステファン・ベルナディス           | エレーナ・ベレズナヤ and アントン・シハルリドゼ           |
| 2000 | コロラドスプリングス   | ジェイミー・サレー and デヴィッド・ペルティエ             | 申雪 and 趙宏博                                         | タチアナ・トトミアニナ and マキシム・マリニン             |
| 2001 | コロラドスプリングス   | ジェイミー・サレー and デヴィッド・ペルティエ             | 伊奈恭子 and ジョン・ジマーマン                         | タチアナ・トトミアニナ and マキシム・マリニン             |
| 2002 | スポケーン             | タチアナ・トトミアニナ and マキシム・マリニン             | アナベル・ラングロワ and パトリス・アルケット           | 龐清 and 佟健                                             |
| 2003 | レディング             | 龐清 and 佟健                                             | マリア・ペトロワ and アレクセイ・ティホノフ             | 張丹 and 張昊                                             |
| 2004 | ピッツバーグ           | 張丹 and 張昊                                             | ユリア・オベルタス and セルゲイ・スラフノフ             | 井上怜奈 and ジョン・ボルドウィン                         |
| 2005 | アトランティックシティ | 張丹 and 張昊                                             | 井上怜奈 and ジョン・ボルドウィン                       | ユリア・オベルタス and セルゲイ・スラフノフ               |
| 2006 | ハートフォード         | 井上怜奈 and ジョン・ボルドウィン                         | ドロタ・ザゴルスカ and マリウス・シュデク               | ナオミ・ナリ・ナム and テミストクレス・レフテリス         |
| 2007 | レディング             | ジェシカ・デュベ and ブライス・デイヴィソン               | 龐清 and 佟健                                           | ベラ・バザロワ and ユーリ・ラリオノフ                     |
| 2008 | エバレット             | アリオナ・サフチェンコ and ロビン・ゾルコーヴィ           | キオーナ・マクラフリン and ロックニ・ブルーベイカー     | マリア・ムホルトワ and マキシム・トランコフ               |
| 2009 | レークプラシッド       | 申雪 and 趙宏博                                           | タチアナ・ボロソジャル and スタニスラフ・モロゾフ       | 張丹 and 張昊                                             |
| 2010 | ポートランド           | アリオナ・サフチェンコ and ロビン・ゾルコーヴィ           | カーステン・ムーア＝タワーズ and ディラン・モスコビッチ | 隋文静 and 韓聰                                           |
| 2011 | オンタリオ             | アリオナ・サフチェンコ and ロビン・ゾルコーヴィ           | 張丹 and 張昊                                           | カーステン・ムーア＝タワーズ and ディラン・モスコビッチ   |
| 2012 | ケント                 | タチアナ・ボロソジャル and マキシム・トランコフ           | 龐清 and 佟健                                           | ケイディー・デニー and ジョン・コフリン                   |
| 2013 | デトロイト             | タチアナ・ボロソジャル and マキシム・トランコフ           | カーステン・ムーア＝タワーズ and ディラン・モスコビッチ | クセニヤ・ストルボワ and ヒョードル・クリモフ             |
| 2014 | シカゴ                 | 川口悠子 and アレクサンドル・スミルノフ                   | ヘイヴン・デニー and ブランドン・フレイジャー           | 彭程 and 張昊                                             |
| 2015 | ミルウォーキー         | 隋文静 and 韓聰                                           | アレクサ・シメカ and クリス・クニエリム                 | ジュリアン・セガン and シャルリ・ビロドー                 |
| 2016 | シカゴ                 | ジュリアン・セガン and シャルリ・ビロドー                 | ヘイヴン・デニー and ブランドン・フレイジャー           | エフゲーニヤ・タラソワ and ウラジミール・モロゾフ         |
| 2017 | レークプラシッド       | アリオナ・サフチェンコ and ブリュノ・マッソ               | 于小雨 and 張昊                                         | メーガン・デュハメル and エリック・ラドフォード           |
| 2018 | エバレット             | エフゲーニヤ・タラソワ and ウラジミール・モロゾフ         | アリサ・エフィモワ and アレクサンドル・コロヴィン       | アシュリー・ケイン and ティモシー・ルデュク               |
| 2019 | ラスベガス             | 彭程 and 金楊                                             | ダリア・パブリュチェンコ and デニス・ホディキン         | ヘイヴン・デニー and ブランドン・フレイジャー             |
| 2020 | ラスベガス             | アレクサ・シメカ・クニエリム and ブランドン・フレイジャー | ジェシカ・カララン and ブライアン・ジョンソン           | Audrey Lu and Misha MITROFANOV                            |
| 2021 | ラスベガス             | エフゲーニヤ・タラソワ and ウラジミール・モロゾフ         | 三浦璃来 and 木原龍一                                   | アレクサンドラ・ボイコワ and ドミトリー・コズロフスキー   |
| 2022 | ノーウッド             | アレクサ・クニエリム and ブランドン・フレイジャー         | ディアナ・ステラート・デュデク and マキシム・デシャン   | ケリー・アン・ローリン and ルーカス・エティエ             |
| 2023 | アレン                 | アニカ・ホッケ and ロベルト・クンケル                     | リア・ペレイラ and トレント・ミショー                   | チェルシー・リュウ and バラーズ・ナジ                     |
| 2024 | アレン                 | 三浦璃来 and 木原龍一                                     | Ellie KAM and ダニエル・オシェイ                        | アリサ・エフィモワ and Misha MITROFANOV                   |

### アイスダンス
| 年   | 開催地                 | 金                                                    | 銀                                                    | 銅                                                        |
| ---- | ---------------------- | ----------------------------------------------------- | ----------------------------------------------------- | --------------------------------------------------------- |
| 1979 | レークプラシッド       | クリスチナ・レゲーツィ and アンドラーシュ・シャライ   | ナタリア・ベステミアノワ and アンドレイ・ブキン       | Lorna Wighton and John Dowding                            |
| 1980 | 非開催                 | 非開催                                                | 非開催                                                | 非開催                                                    |
| 1981 | レークプラシッド       | ジュディ・ブルンバーグ and マイケル・シーバート       | Elena Garanina and Igor Zavozin                       | Karen Barber and Nicky Slater                             |
| 1982 | レークプラシッド       | エリザ・スピッツ and スコット・グレゴリー             | Elena Garanina and Igor Zavozin                       | Karyn Garossino and Rod Garossino                         |
| 1983 | ロチェスター           | エリザ・スピッツ and スコット・グレゴリー             | Kelly Johnson and John Thomas                         | Wendy Sessions and Stephen Williams                       |
| 1984 | 非開催                 | 非開催                                                | 非開催                                                | 非開催                                                    |
| 1985 | セントポール           | レネー・ロカ and ドナルド・アデア                     | Irina Zhuk and Oleg Petrov                            | Antonia Becherer and Ferdinand Becherer                   |
| 1986 | インディアナポリス     | イザベル・デュシュネー and ポール・デュシュネー       | Suzanne Semanick and Scott Gregory                    | Jo-Anne Borlase and Scott Chalmers                        |
| 1987 | 非開催                 | 非開催                                                | 非開催                                                | 非開催                                                    |
| 1988 | インディアナポリス     | スーザン・ウィン and ジョセフ・ドルアー               | スヴェトラーナ・リアピナ and ゴーシャ・サー           | レネー・ロカ and James Yorke                              |
| 1989 | インディアナポリス     | マイア・ウソワ and アレクサンドル・ズーリン           | April Sargent and Russ Witherby                       | Jo-Anne Borlase and Martin Smith                          |
| 1990 | バッファロー           | ステファニア・カレガーリ and パスクァーレ・カメレンゴ | Isabelle Sarech and Xavier Debernis                   | Illona Melnichenko and Gennadi Kaskov                     |
| 1991 | オークランド           | タチアナ・ナフカ and サムエル・ギャザリアン           | スザンナ・ラハカモ and ペトリ・コッコ                 | Dominique Yvon and Frederic Palluel                       |
| 1992 | アトランタ             | マイア・ウソワ and アレクサンドル・ズーリン           | ソフィー・モニオット and パスカル・ラヴァンシー       | エリザベス・プンサラン and ジェロード・スワロー           |
| 1993 | ダラス                 | ソフィー・モニオット and パスカル・ラヴァンシー       | カテジナ・ムラーゾヴァー and マルティン・シメチェク   | レネー・ロカ and ゴーシャ・サー                           |
| 1994 | ピッツバーグ           | エリザベス・プンサラン and ジェロード・スワロー       | マリナ・アニシナ and グウェンダル・ペーゼラ           | エリザベータ・ステコルニコワ and ドミトリー・カザルリガ   |
| 1995 | デトロイト             | パーシャ・グリシュク and エフゲニー・プラトフ         | アンジェリカ・クリロワ and オレグ・オフシアンニコフ   | レネー・ロカ and ゴーシャ・サー                           |
| 1996 | スプリングフィールド   | アンジェリカ・クリロワ and オレグ・オフシアンニコフ   | イリーナ・ロバチェワ and イリヤ・アベルブフ           | ソフィー・モニオット and パスカル・ラヴァンシー           |
| 1997 | デトロイト             | エリザベス・プンサラン and ジェロード・スワロー       | バーバラ・フーザル＝ポリ and マウリツィオ・マルガリオ | アンナ・セメノビッチ and ウラジミール・フェドロフ         |
| 1998 | デトロイト             | マリナ・アニシナ and グウェンダル・ペーゼラ           | イリーナ・ロバチェワ and イリヤ・アベルブフ           | バーバラ・フーザル＝ポリ and マウリツィオ・マルガリオ     |
| 1999 | コロラドスプリングス   | バーバラ・フーザル＝ポリ and マウリツィオ・マルガリオ | イリーナ・ロバチェワ and イリヤ・アベルブフ           | ナオミ・ラング and ピーター・チェルニシェフ               |
| 2000 | コロラドスプリングス   | バーバラ・フーザル＝ポリ and マウリツィオ・マルガリオ | マルガリータ・ドロビアツコ and ポヴィラス・ヴァナガス | シェイ＝リーン・ボーン and ヴィクター・クラーツ           |
| 2001 | コロラドスプリングス   | シェイ＝リーン・ボーン and ヴィクター・クラーツ       | ガリト・チャイト and セルゲイ・サフノフスキー         | マルガリータ・ドロビアツコ and ポヴィラス・ヴァナガス     |
| 2002 | スポケーン             | エレーナ・グルシナ and ルスラン・ゴンチャロフ         | タチアナ・ナフカ and ロマン・コストマロフ             | タニス・ベルビン and ベンジャミン・アゴスト               |
| 2003 | レディング             | タニス・ベルビン and ベンジャミン・アゴスト           | エレーナ・グルシナ and ルスラン・ゴンチャロフ         | イザベル・ドロベル and オリヴィエ・シェーンフェルダー     |
| 2004 | ピッツバーグ           | タニス・ベルビン and ベンジャミン・アゴスト           | ガリト・チャイト and セルゲイ・サフノフスキー         | メーガン・ウィング and アーロン・ロウ                     |
| 2005 | アトランティックシティ | タニス・ベルビン and ベンジャミン・アゴスト           | イザベル・ドロベル and オリヴィエ・シェーンフェルダー | オクサナ・ドムニナ and マキシム・シャバリン               |
| 2006 | ハートフォード         | アルベナ・デンコヴァ and マキシム・スタビスキー       | メリッサ・グレゴリー and デニス・ペチュホフ           | ナタリー・ペシャラ and ファビアン・ブルザ                 |
| 2007 | レディング             | タニス・ベルビン and ベンジャミン・アゴスト           | ナタリー・ペシャラ and ファビアン・ブルザ             | フェデリカ・ファイエラ and マッシモ・スカリ               |
| 2008 | エバレット             | イザベル・ドロベル and オリヴィエ・シェーンフェルダー | タニス・ベルビン and ベンジャミン・アゴスト           | シネイド・ケアー and ジョン・ケアー                       |
| 2009 | レークプラシッド       | タニス・ベルビン and ベンジャミン・アゴスト           | アンナ・カッペリーニ and ルカ・ラノッテ               | アレクサンドラ・ザレツキー and ロマン・ザレツキー         |
| 2010 | ポートランド           | メリル・デイヴィス and チャーリー・ホワイト           | ヴァネッサ・クローン and ポール・ポワリエ             | マイア・シブタニ and アレックス・シブタニ                 |
| 2011 | オンタリオ             | メリル・デイヴィス and チャーリー・ホワイト           | ナタリー・ペシャラ and ファビアン・ブルザ             | イザベラ・トバイアス and デイヴィダス・スタグニウナス     |
| 2012 | ケント                 | メリル・デイヴィス and チャーリー・ホワイト           | エカテリーナ・ボブロワ and ドミトリー・ソロビエフ     | ケイトリン・ウィーバー and アンドリュー・ポジェ           |
| 2013 | デトロイト             | メリル・デイヴィス and チャーリー・ホワイト           | アンナ・カッペリーニ and ルカ・ラノッテ               | マイア・シブタニ and アレックス・シブタニ                 |
| 2014 | シカゴ                 | マディソン・チョック and エヴァン・ベイツ             | マイア・シブタニ and アレックス・シブタニ             | アレクサンドラ・ステパノワ and イワン・ブキン             |
| 2015 | ミルウォーキー         | マディソン・チョック and エヴァン・ベイツ             | ヴィクトリヤ・シニツィナ and ニキータ・カツァラポフ   | パイパー・ギレス and ポール・ポワリエ                     |
| 2016 | シカゴ                 | マイア・シブタニ and アレックス・シブタニ             | マディソン・ハベル and ザカリー・ダナヒュー           | エカテリーナ・ボブロワ and ドミトリー・ソロビエフ         |
| 2017 | レークプラシッド       | マイア・シブタニ and アレックス・シブタニ             | アンナ・カッペリーニ and ルカ・ラノッテ               | ヴィクトリヤ・シニツィナ and ニキータ・カツァラポフ       |
| 2018 | エバレット             | マディソン・ハベル and ザカリー・ダナヒュー           | シャルレーヌ・ギニャール and マルコ・ファッブリ       | ティファニー・ザホースキ and ジョナサン・ゲレイロ         |
| 2019 | ラスベガス             | マディソン・ハベル and ザカリー・ダナヒュー           | アレクサンドラ・ステパノワ and イワン・ブキン         | ロランス・フルニエ・ボードリー and ニゴライ・サアアンスン |
| 2020 | ラスベガス             | マディソン・ハベル and ザカリー・ダナヒュー           | ケイトリン・ホワイエク and ジャン＝リュック・ベイカー | クリスティーナ・カレイラ and アンソニー・ポノマレンコ     |
| 2021 | ラスベガス             | マディソン・ハベル and ザカリー・ダナヒュー           | マディソン・チョック and エヴァン・ベイツ             | ロランス・フルニエ・ボードリー and ニゴライ・サアアンスン |
| 2022 | ノーウッド             | マディソン・チョック and エヴァン・ベイツ             | ケイトリン・ホワイエク and ジャン＝リュック・ベイカー | マリー＝ジャード・ローリオ and ロマン・ルギャック         |
| 2023 | アレン                 | マディソン・チョック and エヴァン・ベイツ             | マージョリー・ラジョワ and ザカリー・ラガ             | エフゲニア・ロパレバ and ジェフリー・ブリソー             |
| 2024 | アレン                 | ライラ・フィアー and ルイス・ギブソン                 | マディソン・チョック and エヴァン・ベイツ             | オリヴィア・スマート and ティム・ディーク                 |